# Łyskawica
Łyskawica – część wsi Kujawa w Polsce położona w województwie kujawsko-pomorskim, w powiecie brodnickim, w gminie Osiek, wchodząca w skład sołectwa Kujawa.
W latach 1975–1998 Łyskawica administracyjnie należała do województwa toruńskiego.